# Artemia salina
Artemia salina es una especie de crustáceo branquiópodo del orden de los anostráceos. Es propia de aguas salobres continentales y su distribución es cosmopolita. Popularmente se los conoce por el nombre comercial de Sea Monkeys.

## Historia natural

### Criptobiosis
Los huevos pueden permanecer metabólicamente inactivos durante largos períodos (incluso de 10 años) en condiciones de total ausencia de agua y oxígeno, y a temperaturas por debajo del punto de congelación. Esta característica inusual es llamada criptobiosis o diapausa; una vez el entorno es adecuado, la eclosión puede comenzar transcurridas las primeras ocho horas.
El adulto alcanza un centímetro de largo en promedio, y su vida media es de un año. Este rápido desarrollo, y la habilidad de sus huevos para soportar largos períodos en condiciones desfavorables, la hacen un modelo invaluable en investigaciones biológicas, algunas incluso desarrolladas en el espacio exterior. Un conocido y repetido experimento escolar consiste en estudiar la variación de las condiciones de salinidad del ambiente en el desarrollo de las larvas de Artemia.

### Alimentación
Al eclosionar, las larvas nauplio tienen menos de 500 micras (500×10-6 m). Se alimentan de fitoplancton, en especial algas de los géneros Chlamydomonas, Tetraedron y Dunaliella. En laboratorios y acuarios se les suele suministrar harinas de pescado, maíz o soja, y también se suele utilizar la clara de huevo y carne.

## Uso en acuarofilia
Las propiedades nutricionales de este crustáceo, particularmente en sus primeros estadios las hacen muy adecuadas para su empleo en acuariofilia como alimento vivo para alevines y peces pequeños. Son ricas en lípidos y ácidos grasos insaturados, aunque según el estudio, pueden contener más o menor contenido de calcio. Sin embargo, no deja de ser un excelente alimento para todo tipo de peces e invertebrados, promoviendo su pigmentación y un buen estado de salud.
En general, la artemia que se usa en acuicultura o acuariofilia, es Artemia franciscana, la cual se vende en forma de quistes que necesitan ser eclosionados, o bien como alimento vivo, ya sea en forma de nauplios de Artemia o como individuos adultos de aproximadamente 1 cm de longitud. En algunas tiendas de animales se pueden comprar en estado vivo. En España existen algunos centros o laboratorios que se dedican a su cultivo.